# Peso aparente
El peso aparente es la fuerza que un cuerpo ejerce sobre lo que sea que los sostenga (el suelo, un asiento, una soga, etc). Aunque se le llame «peso», es una fuerza diferente al peso real, que es debido a la fuerza que la gravedad. En el caso del peso aparente, se trata de una fuerza que el objeto ejerce sobre otro, generalmente un fluido, y su magnitud varía si el sistema no se encuentra en equilibrio, es decir, si tiene una aceleración distinta de cero, o si hay otras fuerzas actuando en la misma dirección que la gravedad. Por su parte, el peso (real) es una fuerza ejercida sobre el objeto y su magnitud solo depende de la distancia al centro de masas de la Tierra  (o de cualquiera sea el cuerpo que ejerce la atracción gravitatoria). El peso puede ser medido fácilmente utilizando una báscula, y es la fuerza que provoca que una persona «se sienta» más o menos «pesada», debido a que experimenta los cambios en la fuerza de reacción que le ejerce el sostén cuando la fuerza ejercida sobre el mismo cambia.

## Efecto de la aceleración

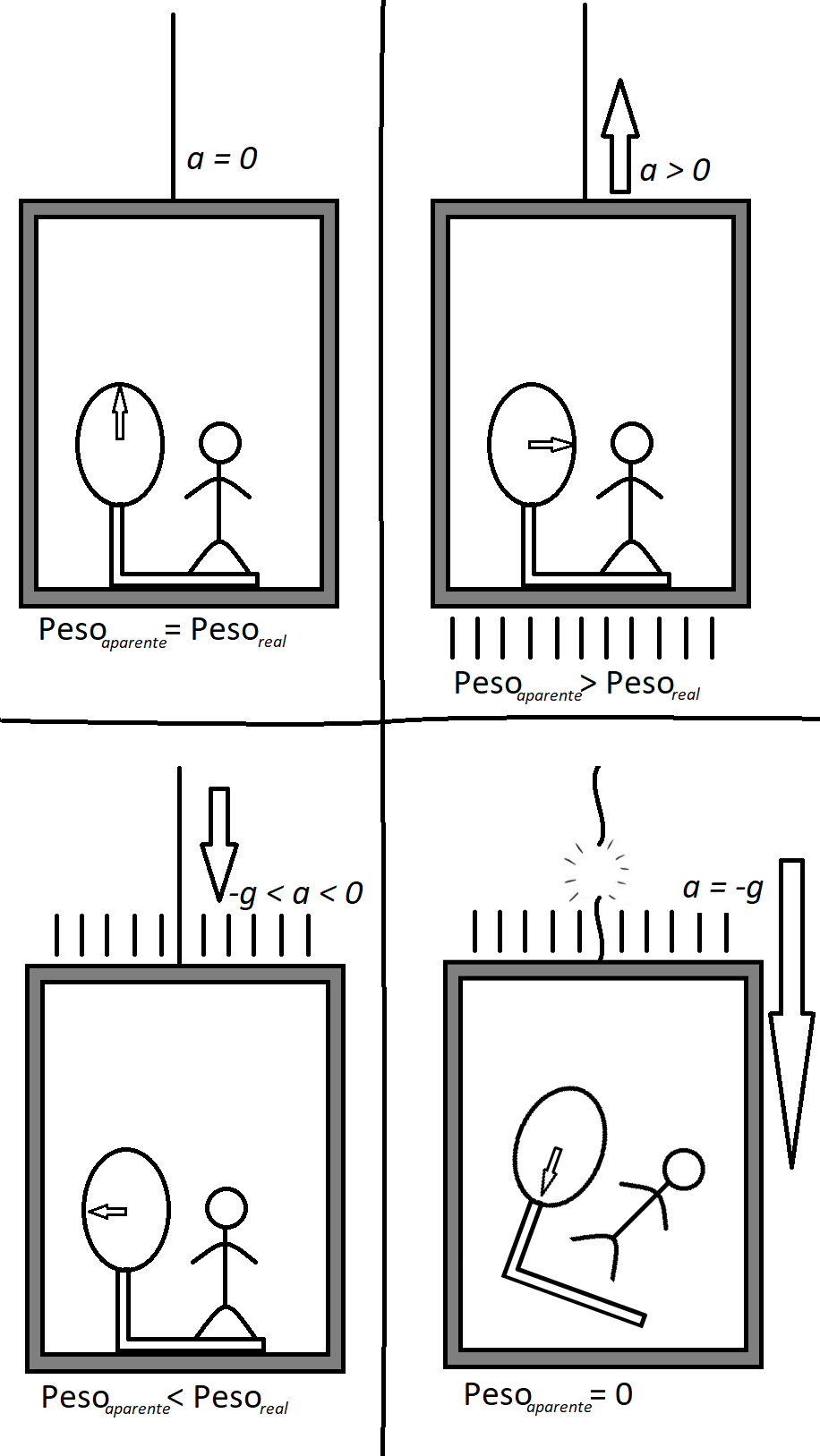
Relación entre el peso aparente y el peso real dentro de un elevador

### Movimiento rectilíneo
Se puede hallar la magnitud del peso aparente de un cuerpo al encontrar la fuerza que la superficie o el objeto que hace de sostén ejerce sobre el cuerpo a pesar utilizando la segunda de las Leyes de Newton. Supongamos que una persona de masa {\displaystyle m} se posa sobre una báscula dentro de un elevador en movimiento rectilíneo, tal que las únicas fuerzas que actúan sobre el sujeto son su peso y la fuerza normal que ejerce la báscula, según la segunda ley de Newton, y tomando el sentido positivo hacia arriba, se tiene:
{\displaystyle \sum F=n-mg=ma_{y}}
donde {\displaystyle n} es la fuerza normal ejercida por la báscula, {\displaystyle g} la aceleración debida a la gravedad, y {\displaystyle a_{y}} es la aceleración vertical del sistema. Resolviendo la ecuación para {\displaystyle n} se puede encontrar la fuerza normal:
{\displaystyle n=m(g+a_{y})}
Por la tercera ley de Newton, la fuerza que ejerce la persona sobre la báscula, su peso aparente, es igual en magnitud a la fuerza normal que ejerce la báscula sobre la persona, de modo que se hace visible cómo el peso aparente depende de la aceleración {\displaystyle a_{y}}, dándose cuatro situaciones: {\displaystyle a_{y}>0}, el sistema se mueve con una aceleración positiva (hacia arriba), el peso aparente es mayor al peso real; {\displaystyle -g<a_{y}<0}, el sistema se mueve con una aceleración negativa (hacia abajo), el peso aparente es menor al peso real; {\displaystyle a_{y}=-g}, el sistema se encuentra en caída libre, por lo que no hay fuerza normal y la persona experimenta una ingravidez aparente, es decir siente que no tiene peso; y {\displaystyle a_{y}=0}, el sistema se encuentra en equilibrio, es decir en reposo o con velocidad constante, por lo que {\displaystyle n=mg}, es decir que el peso aparente del sujeto es igual a su peso real.

### Movimiento circular
Lo mismo ocurre durante un movimiento circular. Suponiendo un cuerpo en movimiento circular vertical donde solamente actúan la fuerza centrípeta y la gravedad, la fuerza ejercida sobre el mismo puede obtenerse de igual forma que en el movimiento rectilíneo partiendo de la segunda ley de Newton, teniendo en cuenta la dirección y sentido de la fuerza que sostiene al cuerpo (fuerza normal o de tensión, por ejemplo), y reemplazando la aceleración {\displaystyle a_{y}} por aceleración centrípeta {\displaystyle a_{c}} de modo que es posible utilizar su relación la velocidad tangencial. Es posible notar este efecto fácilmente en un parque de diversiones, por ejemplo al subirse a una montaña rusa. Utilizando nuevamente la segunda ley de Newton, se puede encontrar que la fuerza normal que ejerce el asiento sobre la persona en la parte inferior del rizo es mayor que en la parte superior. Esta es la razón de que una persona se «sienta más pesada» cuando esta comenzando o acabando la vuelta que cuando llega a la parte más elevada del giro, su peso aparente es mayor debido a la fuerza centrípeta.
Teniendo en cuenta esto, entonces es posible ver que decir que el peso aparente es igual al peso real cuando el sistema está en equilibrio, es en realidad una aproximación. Esto ocurre al considerar que la Tierra es un sistema de referencia inercial, pero en realidad no lo es. Al tomar en cuenta la rotación terrestre, cualquier objeto en la superficie está en movimiento circular alrededor del eje terrestre, con lo que se puede encontrar que el peso aparente indicado por una báscula en la superficie de la Tierra es menor al peso real debido a la gravedad. Sin embargo, en el Ecuador, donde el efecto es máximo, el error que se comete al suponer que la superficie terrestre es un marco inercial es cercano al 0,3 %, es decir, el peso indicado por la báscula en el Ecuador es apenas 0,3 % menor que el peso real.

## Efecto de otras fuerzas
El peso aparente también se ve afectado por la acción de fuerzas aún si el objeto a pesar se encuentra en equilibrio, ya que se trata de la fuerza que ejerce el cuerpo sobre lo que sea que lo sostenga. Una forma sencilla de verlo es si al estar parado sobre una báscula, una persona toma algún objeto. La lectura de la balanza ya no indicará el peso de la persona, sino el de ella más el del objeto, por lo que la fuerza que la persona ejerce sobre la báscula es mayor a su peso. Esto puede resultar bastante evidente y por tanto es bien sabido que antes de utilizar una báscula para pesarse, una persona debe dejar todos los objetos que lleve encima. Pero hay casos donde tal vez no resulta tan claro, como cuando el objeto a pesar se sumerge dentro de un fluido, especialmente dentro de un líquido, ya que este ejerce sobre cualquier objeto sumergido en él  una fuerza de empuje hacia arriba igual al peso del fluido desplazado por el objeto sumergido, lo que se conoce como el principio de Arquímedes. Según esto, y aplicando la segunda ley de Newton a un sistema en equilibrio compuesto por un objeto que cuelga de una báscula y está sumergido total o parcialmente en un fluido, como el empuje es hacia arriba, el peso aparente que mide la báscula es la diferencia entre el peso real el objeto y el empuje ejercido por el fluido, es decir que es menor al peso real del objeto.